# Dorylaimus stagnalis
Dorylaimus stagnalis är en rundmaskart som beskrevs av Félix Dujardin 1845. Dorylaimus stagnalis ingår i släktet Dorylaimus och familjen Dorylaimidae. Arten är reproducerande i Sverige. Inga underarter finns listade i Catalogue of Life.